# Papyrus 84
Papyrus 84 (in de nummering volgens Gregory-Aland) of {\displaystyle {\mathfrak {P}}}84, is een oude kopie van het Griekse Nieuwe Testament. Het handschrift is geschreven op papyrus en bevat het Marcus 2:2-5; 2:,8-9; 6:30-31; 6:33-34,36-37,39-41; en Johannes 5:5; 17:3,7-8. Op grond van het schrifttype wordt het manuscript gedateerd in de zesde eeuw.
Het handschrift bevindt zich in de Katholieke Universiteit Leuven, Bibliotheek (P. A. M. Khirbet Mird 4, 11, 26, 27).

## Tekst
De Griekse tekst van deze codex is gemengd; met sterke invloed van de Byzantijnse tekst. Aland plaatst het in  Categorie III.